# Chera
Pour les articles homonymes, voir Chera.
Ve siècle av. J.-C. – 12ème siècle après JC
Entités suivantes :
- Zamorin (Calicut)
- Principauté de Cochin
- Travancore

Les Chera est une des trois dynasties tamoules de l'antiquité indienne, les deux autres étant les Chola qui règnent sur la côte de Coromandel et les Pândya occupant la pointe sud de l'Inde actuelle, qui dominent une grande partie de l'histoire du sud de l'Inde et qui sont en conflit quasi perpétuel pour assurer leur prédominance. Les Chera régnaient sur la côte de Malabar, la région qui correspond à l'état moderne du Kerala (dont le nom vient du titre « Keralaputra » ou fils des Chera) et sur l'intérieur du pays. Ils sont cités dans les inscriptions d'Ashoka et correspondent aux Caelobothras de Ptolémée.
Les Chera établissent leur capitale à Vanchi, que l'on situe généralement à Karur, près de Coïmbatore dans le Tamil Nadu. Certains cependant la voient plutôt dans la région de Kerala. Vingt-cinq rois Chera sont connus avec des détails de leur règne. On sait en particulier qu'ils luttent contre la piraterie et qu'ils favorisaient le commerce, en particulier des épices, de l'ivoire, du bois de construction et des gemmes vers le Moyen-Orient et l'Europe méridionale, un commerce qui était une grande source de richesse pour la région. 
En même temps que les marchandises s'échangent des systèmes de croyances : le pays Chera accueille le bouddhisme et le jaïnisme dès le IIIe ou le IIe siècle av. J.-C., et il voit des Juifs s'y installer très tôt, peut-être à la suite de la destruction du temple de Jérusalem et c'est là que la tradition fait prendre pays à Thomas venu répandre l'enseignement du Christ. La première référence aux commerçants musulmans est également datée du 9ème siècle après JC.
Tout au long de l'histoire, plusieurs branches de la famille Chera ont régné sur le pays, comme celle probablement fondée par le roi Udiyanjeral vers 130 (qui était bordée par l'état d'Ay et le royaume de Nannan). L'un d'eux, Senguttuvan, qui régna au IIe siècle, noua des relations avec les royaumes de Ceylan, ce qui est décrit par le Silappadhikaram, un ouvrage écrit par son frère Ilango Adigal. 
Vers 800, la branche Perumal - anciennement également appelée dynastie Kulashekhara - domine toute la côte et ce jusqu'au règne de son dernier roi Ramâvarma Kulashekhara. On retrouve un ancien vassal des Chera, aujourd'hui appelé Zamorin, à la tête de Calicut au XVe siècle. Cette dernière, commerçant traditionnellement avec les Arabes, lutte contre les Portugais alliés aux râjas de Kochi au cours du XVIe siècle.

## Sources
- Louis Frédéric, Dictionnaire de la civilisation indienne, Robert Laffont, 1987, 1276 p. (ISBN 2-221-01258-5)
- Upinder Singh, A History of Ancient and Early Medieval India: from the Stone Age to the 12th century, New Delhi, Pearson Longman, 2008 (ISBN 978-81-317-1120-0, lire en ligne)
- Y. Subbarayalu, A Concise History of South India: Issues and Interpretations, New Delhi, Oxford University Press, 2014, 49-50 p. (lire en ligne), « Early Tamil Polity »
- Carlo G. Cereti, Exegisti Monumenta: Festschrift in Honour of Nicholas Sims-Williams, Wiesbaden, Harrassowitz, 2009 (ISBN 978-3-447-05937-4, lire en ligne), « The Pahlavi Signatures on the Quilon Copper Plates »